# Tag der Solidarität mit Polen
Der weltweite Tag der Solidarität mit Polen war eine von US-Präsident Ronald Reagan angeregte Aktion, um dem unterdrückten polnischen Volk die Solidarität der westlichen Welt kundzutun.

## Geschichte
Dieser Tag wurde auf den 30. Januar 1982 festgelegt und stand in Zusammenhang mit dem am 13. Dezember 1981 in der Volksrepublik Polen ausgerufenen Kriegsrecht und dem damit verbundenen Verbot der freien Gewerkschaft Solidarność.
In vielen westlichen Städten fanden am 30. Januar 1982 parteipolitische, gewerkschaftliche, kirchliche und privat organisierte Sympathiekundgebungen mit der Solidarność statt. Auch in der Bundesrepublik Deutschland kam es zu Demonstrationen, Kundgebungen und Auftritten in fast allen Großstädten. Die größte Demonstration wurde vom DGB unter dem Namen „Solidarität mit Solidarność“ in Mülheim an der Ruhr organisiert.
Am folgenden Tag, den 31. Januar 1982, strahlten zahlreiche Fernsehsender weltweit die Sendung Let Poland be Poland aus.